# Weller Island
Weller Island ist eine Insel vor der Westküste der Antarktischen Halbinsel. In der Gruppe der Pitt-Inseln des Archipels der Biscoe-Inseln liegt sie östlich von Snodgrass Island.
Erstmals verzeichnet ist sie auf einer argentinischen Landkarte aus dem Jahr 1957. Das UK Antarctic Place-Names Committee benannte sie 1959 nach Samuel Weller, einer Figur aus dem Fortsetzungsroman Die Pickwickier (1836–1837) des britischen Schriftstellers Charles Dickens.